# Peter Schindler
 Der er for få eller ingen kildehenvisninger i denne artikel, hvilket er et problem. Du kan hjælpe ved at angive troværdige kilder til de påstande, som fremføres i artiklen.

Peter Schindler (født 16. februar 1892 på Frederiksberg, død 14. februar 1967 sammesteds) var en dansk teolog, katolsk præst og forfatter. Han var konvertit fra lutherdommen og regnes som den førende danske katolske kulturpersonlighed i mellemkrigstiden. Gennem et stort og varieret forfatterskab (rejseskildringer, apologetisk litteratur, prædikener, digte, avisartikler, salmer, oversættelser) nåede han ud til brede kredse.

## Liv og karriere
Han blev student i 1909 og læste teologi indtil 1913, hvor han stak til søs som messedreng. I 1914 konverterede han til katolicismen.
Han studerede teologi i Rom 1914-17 og blev præsteviet og ordineret i Siena 7. oktober 1917. Året efter drog han hjem til København, hvor han blev kapellan ved den katolske Sakramentskirken 1918-19.
Så gik turen igen til Italien, hvor han studerede 1919-21.
Senere virkede Schindler som præst i Svendborg 1921-24, Rudkøbing 1925-28 og i København 1928-30. Han foretog studier i kristen arkæologi ved det pavelige institut i Rom 1931-33 og vendte så igen hjem for at blive rektor ved klosterskolen i København 1933-39, præst ved Skt. Knuds Kapel 1939-42 og ved Skt. Augustins Kirke 1942-43.
Blandt andet i kraft af hans markante profil blev det dansk-tyske modsætningsforhold blandt katolikkerne i Danmark skærpet.
Han havde en stor kærlighed til Italien og bosatte sig fra 1946 i Rom, hvor han blev pavelig husprælat fra 1962.
Han var en åben og udadvendt natur og foretog mange rejser i Europa, Nordafrika, Levanten og Sydøstasien.
Peter Schindler udgav mange teologiske skrifter, men også livlige orienterende skildringer af Italien i rejsebøgerne Rejse i Italien – udenfor Rom (1953), Ønskerejsen (1953), Dage i Rom (1956), Dage i Norditalien (1956) og Dage i Syditalien (1958). Disse bøger blev meget populære i Danmark og tjente som vejledning for mange danske turister.